# La falena
Personnages
- La falena (mezzo-soprano)
- Albina (soprano)
- Roi Stellio (ténor)
- Uberto (baryton)
- Morio (basse )

La falena (la femme-« papillon de nuit ») est un opéra (une légende) en trois actes d'Antonio Smareglia sur un livret de Silvio Benco, joué pour la première fois à Venise le 6 septembre 1897 sous la direction de Gialdino Gialdini,. Les critiques contemporains ont beaucoup apprécié l'œuvre, y voyant « du génie, de l'inspiration, de l'élégance et du savoir-faire ».

## L'opéra
La musique, dans laquelle l'utilisation du leitmotiv suggère des influences wagnériennes, constitue un mouvement symphonique large et omniprésent qui traverse les trois actes de l'opéra. Parmi les moments les plus intenses se trouve le long duo du deuxième acte entre le roi Stellio vertueux et la femme-papillon maléfique (la Falena). Dans cet acte, une riche orchestration crée une atmosphère de magie, de mystère, de sensualité et de trouble ce qui correspond bien à la figure de la Falena. De plus, le final de l'acte atteint un dramatisme intense, avec une sorte de mélopée symphonique dans laquelle Stellio halluciné semble entendre au loin les larmes d'Albina.

## Rôles
| Rôles | Voix          | Interprètes Chef:Gialdino Gialdini, |
| --- | ------------- | ----------------------------------- |
| Roi Stellio, amoureux d'Albina                                                                                    | ténor         | Alfonso Garulli                     |
| Uberto, père d'Albina                                                                                             | baryton       | Vittorio Brombara                   |
| Albina, fille d'Uberto et amoureuse de Stellio                                                                    | soprano       | Emma Carelli                        |
| La falena (la femme-"papillon de nuit", douée de pouvoirs mystérieux et maléfiques)                               | mezzo-soprano | Alice Cucini                        |
| Morio, un vieux pêcheur                                                                                           | basse         | Leopoldo Cromberg                   |
| Le voleur, les servantes d'Albina, les vieillards, les gens, les pêcheurs, les chasseurs, les femmes, les enfants |               |                                     |

## Argument
L'action se déroule à une époque antique sur la côte européenne de l'Atlantique.

### Acte I
La scène se passe près du palais du roi Stellio. Le soir, puis la nuit.
Un groupe de filles parle de la chaste Albina, que le roi aime sûrement. Et ils la font rougir. Le père d'Albina, Uberto, un vieux sage de la communauté, commente favorablement cette fréquentation. Le roi Stellio et les chasseurs reviennent de la chasse. Un voleur qui a essayé de voler une proie, a été fait prisonnier par eux. Le roi doit le juger mais Albina intercède pour lui: il a volé mais parce qu'il était pauvre, sans moyens et avec des enfants à nourrir. Le roi l'acquitte donc tandis qu'Uberto l'exhorte à ne plus voler.
Restés seuls Stellio et Albina se confient leur amour. Mais à ce moment, une femme mystérieuse et inconnue sort du bois et jette un sort sur le roi en lui disant que cette nuit, elle viendra vers lui. Elle l'endort dans un sommeil hypnotique puis disparaît. Albina demande de l'aide, Uberto et les villageois arrivent et le roi endormi est emmené au palais.

### Acte II
La scène représente la masure de la Falena dans les bois. Nuit profonde.
La Falena attend, voit comme par magie que le roi Stellio a sauté du lit et vient vers elle. Mais elle voit aussi qu'Uberto s'est lancé à sa poursuite. Et elle se réjouit, elle n'aura pas seulement de l'amour mais aussi du sang. Stellio arrive et, malgré des éclairs de lucidité, cède aux souhaits de la Falena, qui dit qu'elle s'appelle Redana (Renata dans la première version du livret). Uberto arrive également et supplie la Falena de libérer Stellio, mais en vain. En effet, la Falena invite Stellio à tuer Uberto, et le meurtre a lieu. Cependant, tout de suite après, le roi est désespéré de ce qui s'est passé, il aimerait se laver les mains du sang mais il ne le peut pas, et en plus il perçoit comme une lamentation lointaine, les larmes d'Albina. La Falena essaie de le calmer, et propose de fuir vers des pays lointains. Et les deux fuient dans la nuit.

### Acte III
La scène se passe sur la plage. En mer, on voit un bateau, le bateau du pêcheur Morio. Nuit juste avant l'aube, puis le soleil se lève, puis le jour.
Morio raconte aux jeunes pêcheurs ses aventures et ses voyages dans des pays lointains et mystérieux. Puis il s'endort fatigué de la nuit passée à pêcher. Les jeunes qui s'en vont, sont appelés par les villageois: Stellio et Uberto ont disparu dans les bois. Il faut les retrouver. Tout le monde se disperse.
Le roi Stellio et la Falena sortent du bois. Ils réveillent Morio et demandent à partir. Mais le vieux pêcheur voyant la Falena de nuit, comprend qu'il s'agit d'une créature infernale et demande des explications au roi. Pendant ce temps, le soleil commence à se lever et la Falena prend conscience qu'avec la lumière, elle mourra. Elle s'éloigne alors vers le bois de plus en plus affaiblie, et peu à peu, elle disparaît dans l'ombre du bois.
Tous les villageois reviennent. Le roi Stellio avoue le meurtre d'Uberto, tandis que Morio maudit la Falena et les créatures infernales. Le roi déclare qu'il n'est plus digne d'être roi et veut être tué, mais Albina lui pardonne, puis meurt, terrassée par la douleur.

## Discographie
- 2018 :  (dir) Marco Fracassi, Denia Mazzola Gavazzeni, Giovanna Barbetti, sopranos ; Giuseppe Veneziano, Rosario di Mauro, ténors ; Armando Likaj, baryton ; Fulvio Otelli, basse ; Orchestra Filarmonica Italiana ; Coro la Camerata di Cremona ;enregistrement en live en concert le 13 novembre 2017, Sala Verdi del Conservatorio di Milano (OCLC 1223537695)